# Anacrobunus
Anacrobunus – rodzaj kosarzy z podrzędu Laniatores i rodziny Epedanidae.

## Występowanie
Przedstawiciele rodzaju wykazani są dotychczas z Indonezji i Filipin.

## Systematyka
Opisano dotąd 2 gatunki z tego rodzaju:
- Anacrobunus filipes Roewer, 1927
- Anacrobunus palawanensis Suzuki, 1985